# مریک گارلند
مریک برایان گارلند (به انگلیسی: Merrick Brian Garland) (زادهٔ ۱۳ نوامبر ۱۹۵۲ در شیکاگو) یک وکیل و حقوقدان آمریکایی است که از مارس ۲۰۲۱ تا ژانویه ۲۰۲۵ به عنوان ۸۶امین دادستان کل ایالات متحده آمریکا خدمت کرده است. او پیشتر قاضی ارشد دادگاه استیناف حوزه ناحیه کلمبیای ایالات متحده آمریکا بود. از جمله مهمترین پرونده‌هایی کاری گارلند که به عنوان دادستان به او سپرده شده بود سرپرستی تیم بررسی حادثه بمب‌گذاری ۱۹۹۵ در شهر اوکلاهما با ۱۷۰ کشته و ۷۰۰ زخمی بود.

## آغاز زندگی

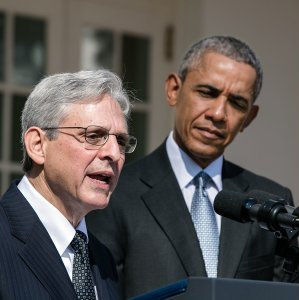
مریک برایان گارلند در کنار باراک اوباما

مریک گارلند در ۱۳ نوامبر ۱۹۵۲ در یک خانواده محافظه‌کار یهودی در شیکاگو زاده شد. او در سال ۱۹۷۷ با رتبه شاگرد نخست از مدرسه حقوق هاروارد فارغ التحصیل شد. مریک گارلند در دوران دانشجویی و پیش از ورود به سیاست، دستیار هنری فرندلی، قاضی شعبه دوم دادگاه استیناف حوزه ناحیه کلمبیای ایالات متحده آمریکا بود.

## ورود به سیاست
مریک گارلند در هنگام تحصیل در دانشگاه هاروارد، متن سخنرانی‌های ابنر میکوا را می‌نوشت. بنابراین با ورود اَبنِر میکوا به کنگره آمریکا مریک گارلند نیز به همراه او وارد نظام سیاسی در ایالات متحده آمریکا شد. مریک گارلند در دوران ریاست‌جمهوری جیمی کارتر وارد وزارت دادگستری ایالات متحده آمریکا شد و از ۱۹۷۹ (میلادی) به عنوان دستیار ویژه دادستان کل آمریکا، بنجامین سفیلیتی کار کرد. با کنار رفتن جیمی کارتر در سال ۱۹۸۱ مریک گارلند به یک دفتر حقوقی پیوست که کمی بعد، از شرکای آن شد. با آغاز ریاست‌جمهوری بیل کلینتون او به عنوان معاون دادستان کل در امور جنایی منصوب شد.

## بمب‌گذاری اوکلاهاما
در هنگام بمب‌گذاری اوکلاهاما در ۱۹ آوریل ۱۹۹۵ مریک گارلند معاون دادستان کل در امور جنایی بود و برای همین، مسئولیت رسیدگی به پرونده‌های بزرگ جنایی و تروریسم داخلی را بر عهده داشت. او نقش مهمی در بازجویی و محاکمه تیموتی مک‌وی و دستیار او تری نیکلاس داشت. تیموتی مک‌وی در سال ۲۰۰۱ اعدام شد. او انگیزه خود از این کار را نبرد با دولت فدرال ایالات متحده آمریکا دانست و گفت امیدوار بوده این انفجار، آغازگر یک قیام داخلی علیه دولت آمریکا باشد.

## نامزدی عضویت در دیوان عالی
در مارس ۲۰۱۶ باراک اوباما رئیس‌جمهور آن هنگام آمریکا گارلند را به عنوان گزینه عضویت در دیوان عالی آمریکا برای جانشینی انتونین اسکالیا معرفی کرد. اکثریت جمهوریخواه وقت سنا از برگزاری جلسه استماع و رای‌گیری برای گارلند خودداری کرد. میچ مک‌کانل، رئیس وقت سنا به بهانه قرار گرفتن در سال انتخابات ریاست جمهوری، از رسیدگی به روند تایید صلاحیت مریک گارلند خودداری کرد. این موضوع به یکی از بدترین نمونه‌های از دست رفتن فرصت در میان درگیری‌های سیاسی تبدیل شد.
مریک گارلند در ژانویه ۲۰۲۱ توسط جو بایدن رئیس جمهور آمریکا برای سمت دادستان کل ایالات متحده آمریکا معرفی شد. و توسط سنا با ۷۰ رای موافق و ۳۰ رای مخالف در ۱۰ مارس ۲۰۲۱ تأیید شد. او ۸۶مین دادستان کل ایالات متحده است.